# Universidad de Jadavpur
La Universidad de Jadavpur (abreviado JU) es una universidad pública de investigación y tecnología financiada por el Estado cuyo campus principal se encuentra en Jadavpur, Calcuta, Bengala Occidental, India. Se fundó en 1906 como Instituto Técnico de Bengala y se convirtió en Universidad de Jadavpur en 1955. En la clasificación NIRF de 2023, la Universidad de Jadavpur ocupaba el cuarto puesto entre las universidades, el décimo entre los institutos de ingeniería y el decimotercero en la clasificación general de la India. La universidad ha sido reconocida por la UGC como instituto con "Potencial para la Excelencia" y acreditada con la calificación "A" por el Consejo Nacional de Evaluación y Acreditación (NAAC).

## Historia
El 25 de julio de 1906, la Sociedad para la Promoción de la Educación Técnica fundó el Instituto Técnico de Bengala en el 92 de Upper Circular Road. El 7 de julio de 1910, la Sociedad para la Promoción de la Educación Técnica de Bengala se fusionó con el Consejo Nacional de Educación (NCE). El instituto se convirtió en el Colegio de Ingeniería y Tecnología de Bengala, bajo la tutela del NCE. Después de la independencia, el 24 de diciembre de 1955, el Gobierno de Bengala Occidental creó oficialmente la Universidad de Jadavpur con el consentimiento del Gobierno de la India.

## Campus

### Campus principal
La Universidad de Jadavpur tiene su campus principal en Jadavpur, en una superficie de 60 acres. El campus alberga los principales departamentos de Ingeniería, Artes y Ciencias.

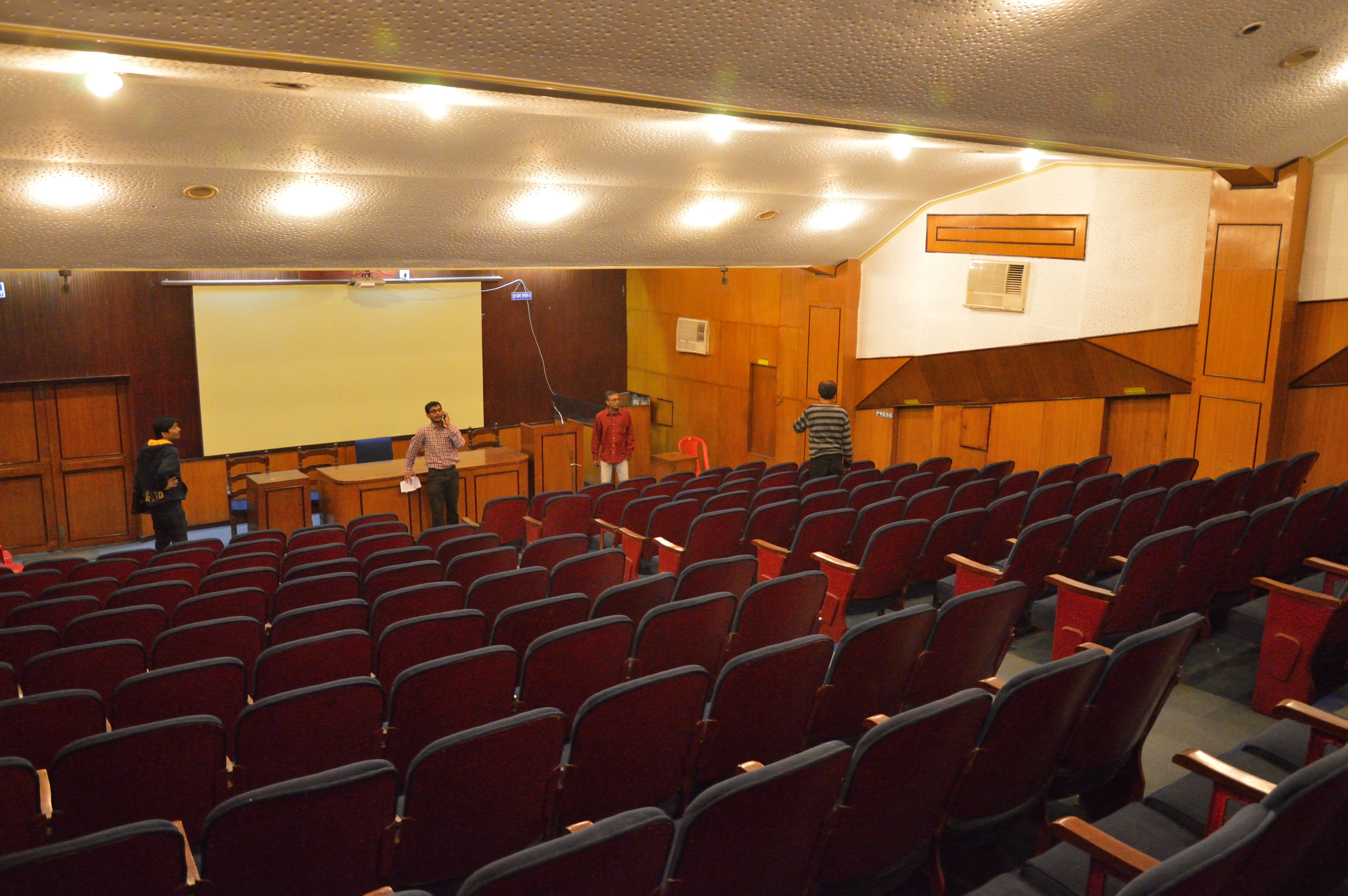
Sala Conmemorativa KP Basu
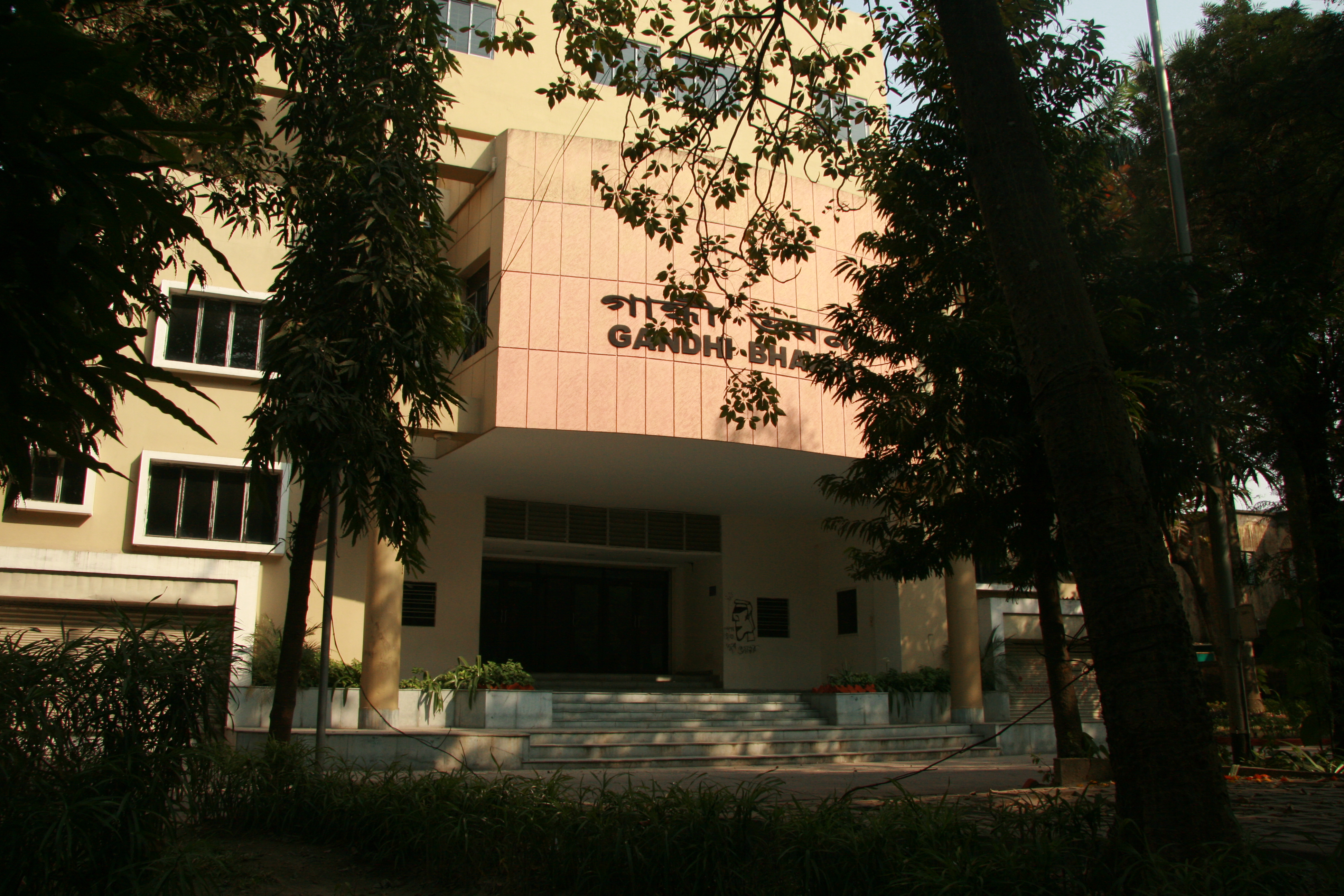
Gandhi Bhaban desde el exterior

El campus principal cuenta con 7 auditorios: H.L. Roy Auditorium, Triguna Sen Auditorium, K.P. Basu Memorial Hall, Vivekananda Hall, Anita Banerjee Memorial Hall y Gandhi Bhavan. El campus también cuenta con un teatro al aire libre con capacidad para unos 3.000 espectadores.
El complejo deportivo de 6 acres cuenta con una pista de bádminton, una de tenis, una de kabaddi y un patio de recreo para la organización de otros deportes como el críquet y el fútbol.
Además, la universidad cuenta con seis comedores, un centro de servicios, una casa de huéspedes, una cafetería, un centro de salud, un gimnasio, un centro para personas con discapacidad y otras instalaciones como bancos, oficinas de correos, librerías, etc.

### Campus Salt Lake
La Universidad de Jadavpur tiene su segundo campus en un área de 26 acres en Bidhannagar (Salt Lake) Sector-III. En el campus hay 5 departamentos: Ingeniería de la Construcción, Ingeniería de la Instrumentación, Ingeniería de la Impresión, Tecnología de la Información e Ingeniería de la Energía. Las Oficinas Regionales del Este de la UGC y el Consorcio Interuniversitario para la Energía Atómica también se encuentran en este campus. El Recinto de la Universidad de Jadavpur se encuentra en este campus.

### Campus anexo oeste de Jadavpur
El 1 de enero de 2009, la Universidad de Jadavpur se hizo cargo de la empresa National Instruments Limited, una antigua PSU dependiente del Departamento de Industrias Pesadas del Gobierno de la India, con un contrato de arrendamiento de 297 años. Desde 2014, el campus se utiliza como centro de investigación de la universidad y se conoce como Campus anexo oeste. Institutos de investigación como DRDO y CSIR también operan desde el campus. Una parte de los terrenos y edificios del campus se alquila a la DRDO a largo plazo, lo que supone el 40% del espacio. El "Centro Jagadish Chandra Bose de Tecnología Avanzada" (JCBCAT) se creó en colaboración con la JU y la DRDO.
El centro regional de "Junta Nacional de Forestación y Eco-desarrollo" también se encuentra en el campus.

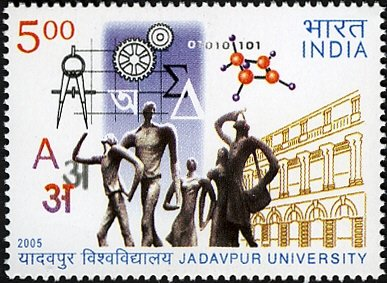
Sello en el que aparece la Universidad de Jadavpur

### Campus New Town
El campus Newtown de la Universidad de Jadavpur está en construcción. En este campus de 2,5 hectáreas se construirán instalaciones de vanguardia, laboratorios y un centro de convenciones.

## Instituciones afiliadas
Además de ser una universidad unitaria, cuenta con otros institutos afiliados, como el Instituto J D Birla y el Instituto de Gestión Empresarial, que funcionan en campus independientes. Aunque estos institutos tienen su propio plan de estudios y sistemas de exámenes independientes, el título final lo ofrece la Universidad de Jadavpur.

## Estudios

### Departamentos y escuelas

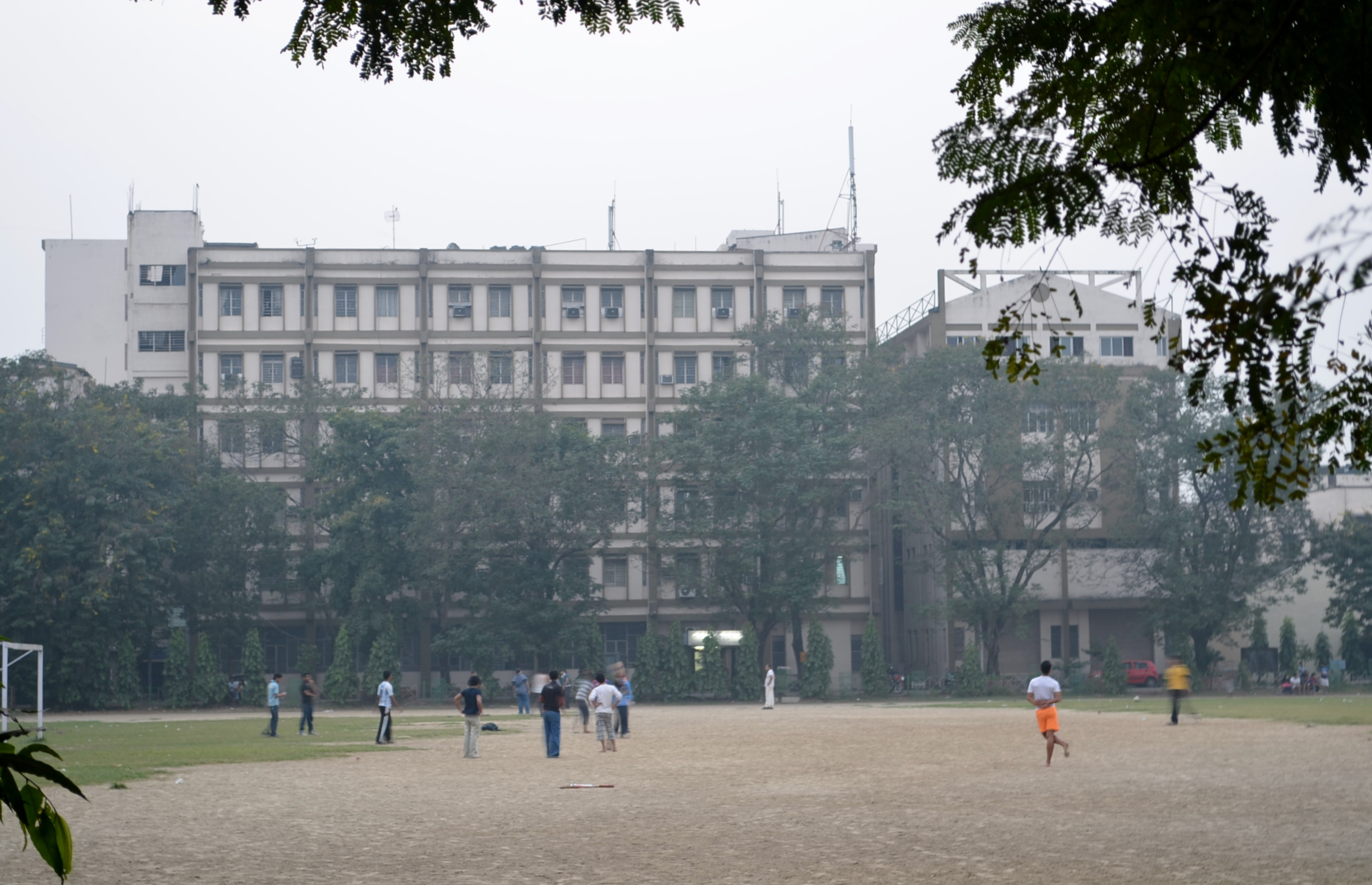
El campo de juegos junto con Aurobindo Bhaban al fondo

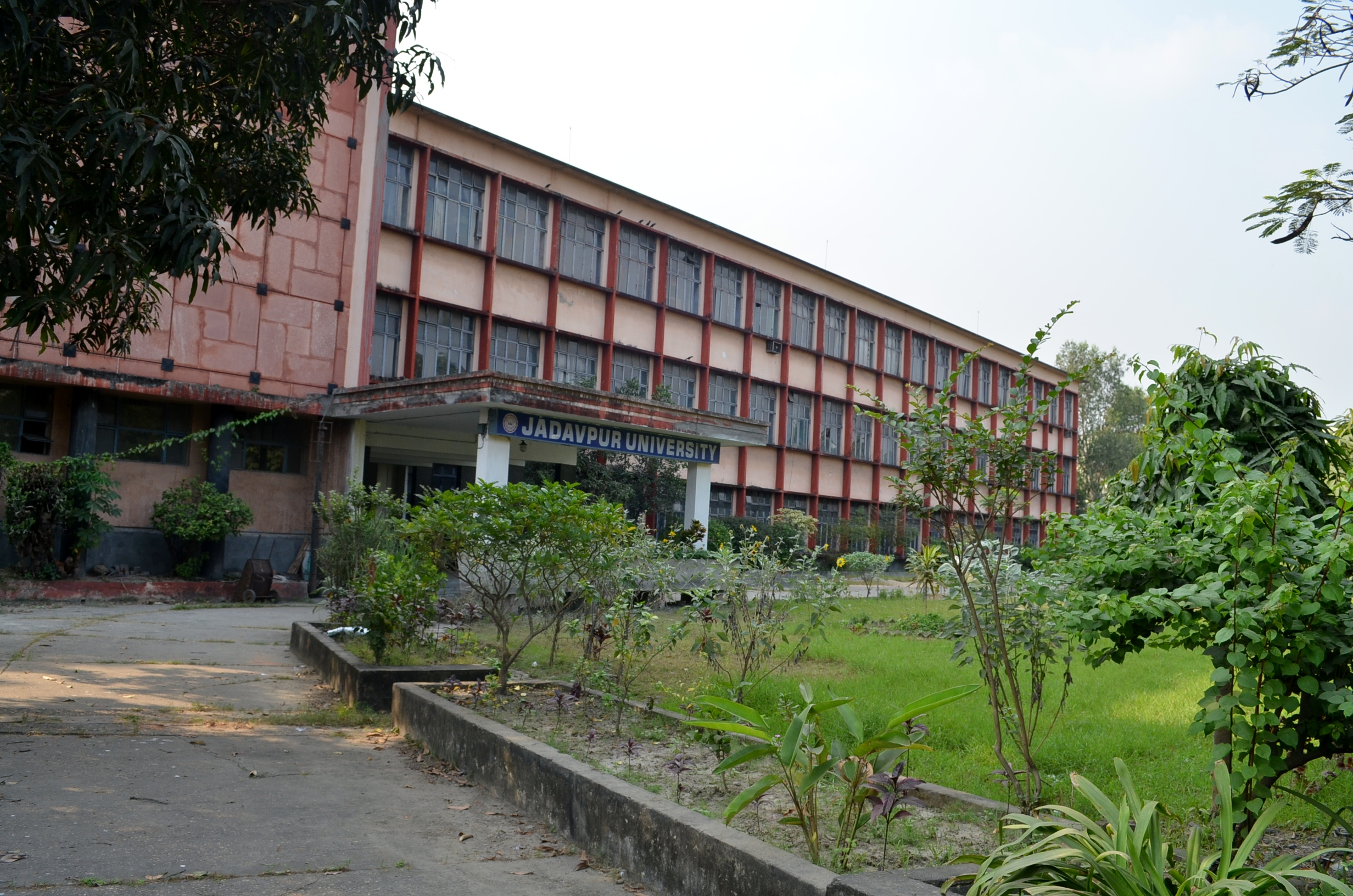
Antiguo campus NIL, Universidad de Jadavpur

En 2023, la Universidad de Jadavpur cuenta con 37 Departamentos y 21 Escuelas de Investigación Interdisciplinaria.
| Departmentos                        | |
| Facultad                            | Departamentos |
| Facultad de Filosofía y Letras      | - Bengalí - Literatura Comparada - Economía - Educación - Inglés - Estudios Cinematográficos - Historia - Relaciones Internacionales - Biblioteconomía y Documentación - Filosofía - Educación Física - Sánscrito - Sociología |
| Facultad de Ingeniería y Tecnología | - Arquitectura - Ingeniería Química - Ingeniería Civil - Informática e Ingeniería - Ingeniería de la Construcción - Ingeniería Eléctrica - Ingeniería Electrónica y Telecomunicaciones - Tecnología de los Alimentos e Ingeniería Bioquímica - Tecnología de la Información - Ingeniería Electrónica y de Instrumentación - Ingeniería Mecánica - Ingeniería Metalúrgica y de Materiales - Tecnología Farmacéutica - Ingeniería Eléctrica - Ingeniería de Impresión - Ingeniería de Producción |
| Facultad de Ciencias                | - Química - Geografía - Ciencias Geológicas - Instrumentación - Ciencias de la vida y biotecnología - Matemáticas - Física |

Para facilitar el aprendizaje interdisciplinario y la investigación en diversos campos, existen varias escuelas.
| Escuelas                                                           | |
| Facultad                                                           | Escuelas |
| Facultad de Estudios Interdisciplinarios, Derecho y Administración | - Escuela de Estudios Avanzados en Control de la Contaminación Industrial - Escuela de Ingeniería de Automoción - Escuela de Biociencia e Ingeniería - Escuela de Ciencias Cognitivas - Escuela de Textos y Registros Culturales - Escuela de Tecnología Educativa - Escuela de Estudios Energéticos - Escuela de Radiación Ambiental y Ciencias Arqueológicas - Escuela de Estudios Ambientales - Escuela de Ciencias de la Iluminación, Ingeniería y Diseño - Escuela de Relaciones Internacionales y Estudios Estratégicos (SIRSS) - Escuela de Lenguas y Lingüística - Escuela de Ciencia e Ingeniería Láser - Escuela de Ciencia de los Materiales y Nanotecnología - Escuela de Comunicación y Cultura de los Medios - Escuela de Informática Móvil y Comunicación - Escuela de Estudios de Productos Naturales - Escuela de Estudios y Aplicaciones Nucleares - Escuela de Estudios Oceanográficos - Escuela de Ingeniería de Recursos Hídricos - Escuela de Estudios de la Mujer |

En marzo de 2011, el científico indio-americano Manick Sorcar colaboró en la inauguración de un laboratorio de animación por láser dependiente de la Escuela de Ciencias de la Iluminación, Ingeniería y Diseño.

### Centro de Estudios
Para facilitar el aprendizaje interdisciplinario y la investigación superior en diversos campos, hay cerca de cincuenta Centros de Estudios.
| Centro de Estudios |
| - Centro de Literaturas y Culturas Africanas - Centro de Estudios Ambedkar - Centro de Estudios Canadienses - Centro de Bioequivalencia - Centro de Literaturas y Culturas Africanas - Centro de Servicios de Asesoramiento y Estudios sobre Autodesarrollo - Centro de Estudios Teatrales - Centro de Estudios Avanzados - Centro de Diseño Asistido por Ordenador - Centro de Sistemas Basados en el Conocimiento - Centro de Informática Distribuida - Centro de Estudios Europeos - Centro de Experimentos en Ciencias Sociales y del Comportamiento - Centro de Planificación de Asentamientos Humanos - Centro de Estudios Marxianos - Centro de Biología Matemática y Ecología - Centro de Alimentos Medicinales y Nutrición Aplicada - Centro de Aplicaciones de Microprocesadores para la Formación, la Enseñanza y la Investigación - Centro de Estudios del Plasma - Centro de Construcción de Calidad - Centro del Sistema de Gestión de la Calidad - Centro de Estudios sobre Refugiados - Centro de Tecnologías Rurales y Criogénicas - Centro de Estudios Sri Aurobindo - Centro de Ciencias de la Superficie - Centro para el Estudio de la Religión y la Sociedad - Centro de Traducción de Literaturas Indias - Centro de Estudios Victorianos - Centro de Indología - Centro de Investigación de Física de la Materia Condensada Sistema empotrado en instrumentación - Centro de Estudios Culturales India-China Hariprasanna Biswas - Centro de Diseño y Fabricación de Circuitos Integrados - Centro IMPACT - Centro de Investigación en Física de la Materia Condensada - Centro de Investigación en Física Nuclear y de Partículas - Estudios Rabindra - Centro de Investigación en Relatividad y Cosmología - Centro Sir C V RAMAN de Física y Música - Centro Swami Vivekananda para el Desarrollo de la Mano de Obra Técnica - Estudios de Transporte - V. Centro de Ciencias Farmacéuticas Ravi Chandran - Centro de Tecnología de la Soldadura - Centro de Yoga - Centro de Preparación y Gestión de Catástrofes - Centro de Educación Permanente y Extensión para Adultos - Centro de Documentación y Biblioteca Digital |

### Biblioteca
La Biblioteca Central del campus de Jadavpur ocupa 41.500 pies cuadrados (3.860 m²) y alberga 6.46.296 libros, 80.700 volúmenes encuadernados de revistas y 13.000 tesis y disertaciones, 37.000 materiales no librarios como informes, folletos, mapas y microformularios y 1.159 revistas impresas y 1.448 en línea. La biblioteca también tiene acceso a unas 3000 revistas en línea más a través de los consorcios INFLIBNET e INDEST. En total, la Biblioteca de la Universidad tiene acceso a alrededor de 11000 Journals.The biblioteca está suscrito a 30 bases de datos que incluyen Scopus, Econlit etc. y también alrededor de 10000+ libros electrónicos (a partir de 2018). El campus de Salt Lake tiene una biblioteca con 65,00 pies cuadrados de espacio.

## Reconocimiento y obras notables

### Ciencia y tecnología

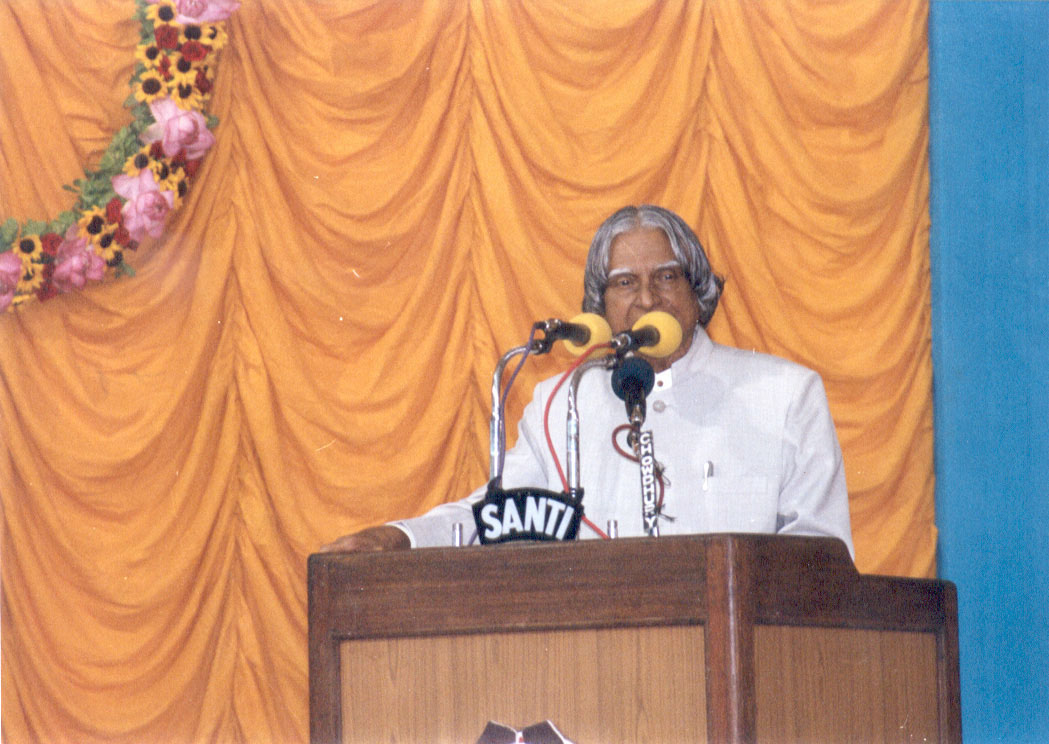
El ex Presidente de India, Dr. A.P.J. Abdul Kalam, comparó la Universidad de Jadavpur con la futura Nalanda de la India al dirigirse a los asistentes a la celebración de su Aniversario de oro el 14 de julio de 2005.

En la edición de 2022 de la "Lista del 2% de los mejores científicos del mundo", publicada por la Universidad de Stanford, la Universidad de Jadavpur cuenta con 42 científicos en la lista. Se trata de la cifra más alta de cualquier universidad o instituto de la India.
Dos profesores de la Universidad de Jadavpur participaron en un proyecto de aterrizaje suave denominado "RESPOND" para una misión planetaria patrocinada por la Agencia India de Investigación Espacial. La Universidad de Jadavpur también contribuye al programa de vehículos de lanzamiento de satélites de la ISRO y al programa LCA de la DRDO.
El índice de Nature clasificó a la Universidad de Jadavpur en el primer puesto entre las universidades y en el decimonoveno entre todos los institutos indios en el campo de las ciencias físicas, teniendo en cuenta las publicaciones en 82 revistas científicas seleccionadas de alta calidad (2020-2021).
El Grupo de Física de Altas Energías del Centro de Investigación de Física Nuclear y de Partículas de la Universidad de Jadavpur, dependiente del Departamento de Física, ha recibido el estatus de "Miembro Asociado" de la Colaboración ALICE - INDIA y de la Colaboración ALICE ("Experimento de un Gran Colisionador de Iones") del CERN (Organización Europea para la Investigación Nuclear), así como una subvención de 1,115 millones de rupias.
El Programa de Cambio Global de la Universidad de Jadavpur (GCP-JU) participa activamente en el Grupo Intergubernamental de Expertos sobre el Cambio Climático (IPCC). También ha colaborado con el Ministerio de Medio Ambiente, Bosques y Cambio Climático en la preparación de la NATCOM (Comunicación Nacional) para la Convención Marco de las Naciones Unidas sobre el Cambio Climático (CMNUCC). GCP-JU inició un proyecto conjunto de modelización abierta de la energía en colaboración con el Indian Institute of Science (Bengaluru) y el Environmental Defense Fund (EE. UU.). Desde 2020, también están desarrollando colectivamente un modelo energético integral y evaluando estrategias y vías alternativas de descarbonización para la India del futuro.
Algunas de las principales iniciativas de investigación emprendidas por la Escuela de Estudios Medioambientales son poner de relieve la presencia de arsénico en las aguas subterráneas de países como India y Bangladés y el desarrollo del primer coche a base de alcohol por parte de la Escuela de Ingeniería del Automóvil.

### Industria
El Consejo de Innovación (IIC) de la Universidad de Jadavpur se creó en 2018 para promover las innovaciones y las startups en el campus. El IIC organiza programas de sensibilización, seminarios y talleres sobre innovación y emprendimiento, así como visitas a industrias y startups para los estudiantes de primer curso. La Universidad acogió un evento HULT. El IIC participó en la Cumbre Empresarial Global de Bengala (BGBS) 2022 y en el Smart India Hackathon (SIH) 2022. Tres antiguos alumnos de JU han establecido con éxito sus startups alistándose en startup MSME venture. Se han firmado cuatro Memorandos de Entendimiento (MOU) con empresas como Garden Reach Shipbuilders and Engineers, Haldia Petrochemicals Limited, MCPI Private Limited y Nexgen Plasma Private Limited para prácticas de estudiantes. La Universidad de Jadavpur organizó el SERB-INAE Hackathon 2022, en el que participaron cerca de 100 estudiantes de toda la India.
La Universidad también cuenta con una Célula de Asociación Industria-Instituto (IIPC) en la que se prestan servicios de consultoría y pruebas a la industria, los sectores de servicios y otras organizaciones públicas o privadas. Durante 2022-2023, la IIPC generó unos ingresos de 13,5 millones de rupias. Hasta 2023, el IIPC ha trabajado con unas 161 industrias u organizaciones líderes. Entre ellas se encuentran organizaciones como Tata Steel, RITES, Dirección de Aeropuertos de la India, Fideicomiso del Puerto de Calcuta, Bajaj Electricals, L&T, KMC y KMDA, Rail Vikas Nigam Ltd., CPCB, CESC, etc.

## Clasificaciones nacionales e internacionales
Las clasificaciones de la Universidad de Jadavpur por diversas organizaciones nacionales e internacionales son las siguientes:
India:
NIRF:
| Comparación y mejoras del ranking NIRF |      |      |        |
| Ranking                                | 2023 | 2022 | 2021   |
| NIRF (Global)                          | 13   | 12   | 14     |
| NIRF (Universidad)                     | 4    | 4    | 8      |
| NIRF (Ingeniería)                      | 10   | 11   | 17     |
| NIRF (Investigación)                   | 19   | 13   | [ 46 ] |
| NIRF (Farmacia)                        | 18   | 18   | -      |

- NISTADS: El Instituto Nacional de Estudios sobre Ciencia, Tecnología y Desarrollo (NISTADS) del CSIR clasificó a la Universidad de Jadavpur en el cuarto puesto entre las 50 mejores universidades del país según el índice h de publicación.[15]

- Internacional:

- QS Rankings: En la clasificación mundial QS de 2023, la JU se situó en la cuarta posición entre las universidades estatales de la India. Dentro de la amplia disciplina de "Artes y Humanidades", JU es la única universidad estatal que encuentra un lugar en este ranking, siendo la tercera en el dominio de "Lengua y Literatura Inglesa" entre todos los institutos indios. En la primera lista publicada del Ranking QS de Sostenibilidad 2023, la Universidad de Jadavpur aparece como la única universidad estatal y uno de los 15 institutos indios.[30]

- Índice de Nature: En 2021-2022, el índice de Nature clasificó a la Universidad de Jadavpur en el puesto 19 en Ciencias Físicas, 23 en Química, 11 en Ciencias de la Tierra y Medioambientales y 24 en general entre las instituciones de educación superior de la India.[30]

- Clasificación académica de universidades del THE: La Universidad de Jadavpur ocupó el puesto 47 en la lista publicada por Times Higher Education-Thomson Reuters de las 100 mejores universidades de los BRICS y Economías Emergentes, 2013.[15]

- URAP: El Laboratorio de Investigación de Clasificación de Universidades por Rendimiento Académico (URAP) clasificó a la Universidad de Jadavpur en el puesto 10 de la India en su informe de 2012-13 teniendo en cuenta indicadores académicos.[30]

## Controversias

### Protestas en la Universidad de Jadavpur en 2014

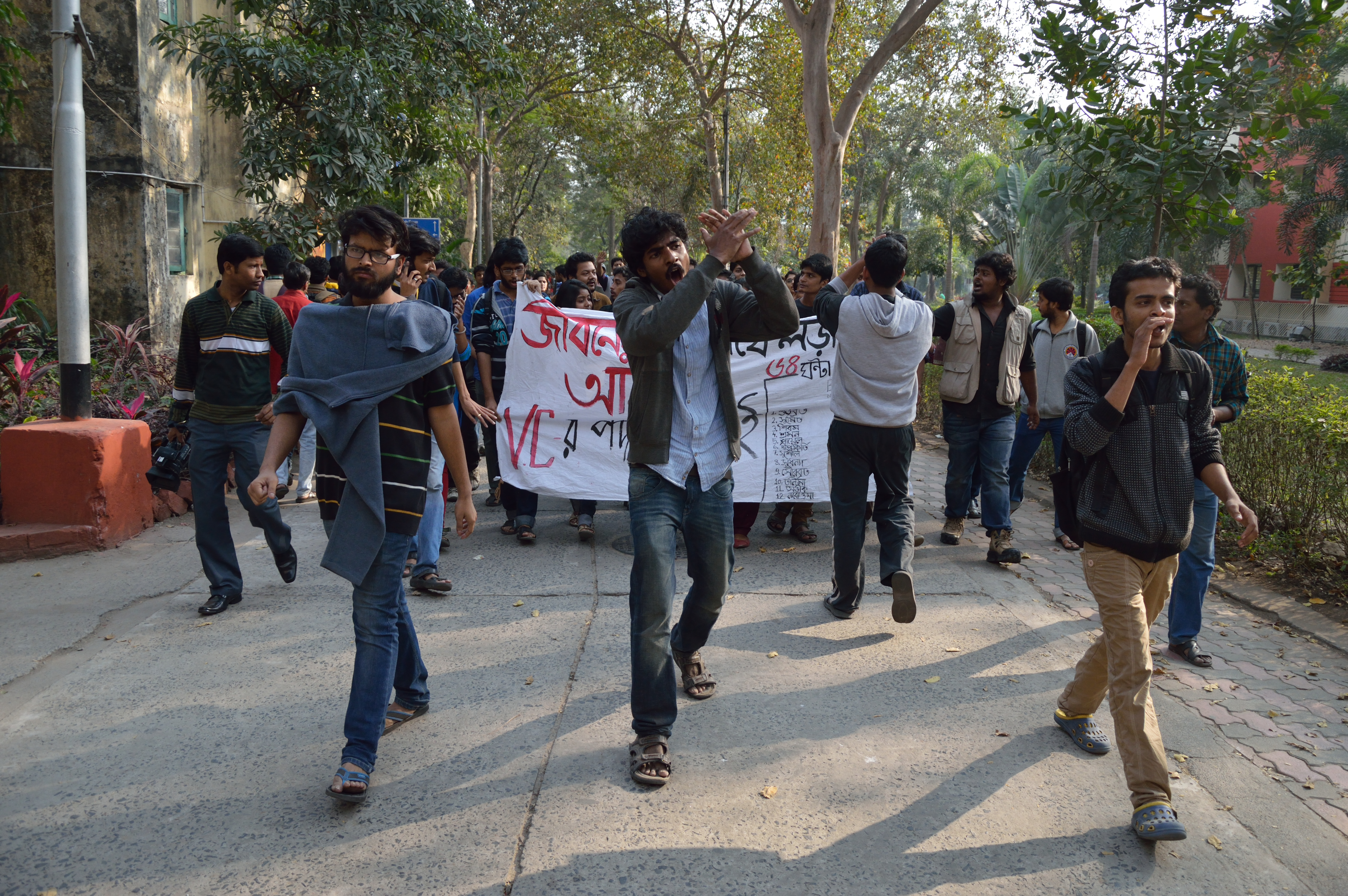
Concentración de estudiantes contra el vicerrector durante las protestas de 2014 en la Universidad de Jadavpur

En 2014 estallaron una serie de protestas en respuesta al presunto abuso sexual de una estudiante y la paliza propinada a un estudiante por otros 10 estudiantes el 28 de agosto de 2014. Su familia y, en última instancia, el alumnado, se mostraron insatisfechos con la respuesta del vicerrector a las acusaciones. Las protestas comenzaron el 10 de septiembre. El 16 de septiembre, los estudiantes cercaron a varios funcionarios en sus oficinas, exigiendo que el Vicerrector hiciera una declaración sobre el estado de una investigación justa. Se convocó a la policía, que esa misma noche atacó y golpeó a los manifestantes. Entre 30 y 40 estudiantes resultaron heridos; algunos tuvieron que ser hospitalizados. La reacción fue nacional, con protestas de apoyo en otras muchas ciudades, como Nueva Deli, Hyderabad y Bangalore. El 20 de septiembre, el gobernador Keshari Nath Tripathi, que también es rector de la universidad, se reunió con representantes estudiantiles y prometió llevar a cabo una investigación imparcial. Sin embargo, los estudiantes afirmaron que seguirán boicoteando las clases hasta que dimita el vicerrector.
El 26 de septiembre, un grupo de investigación del Gobierno del Estado presentó su informe, en el que confirmaba que, efectivamente, la estudiante había sufrido abusos sexuales el 28 de agosto de 2014. El 26 de septiembre, la policía citó a dos estudiantes de la Universidad de Jadavpur para interrogarlos en la comisaría de Lalbazar a las 16:00 horas del viernes. Fueron detenidos a las 18.00 horas. "Las detenciones se llevaron a cabo después de que se encontraran pruebas, prima facie, contra el dúo. Se está investigando más a fondo", declaró Pallab Kanti Ghosh. El Sr. Ghosh también declaró: "(Los dos nombres) fueron arrestados porque teníamos suficientes pruebas para demostrar que estaban presentes en el lugar y habían llevado a cabo el crimen tal y como se alegaba en la denuncia de la víctima." El dúo fue acusado en virtud de los artículos 354 (agresión o uso de fuerza criminal contra una mujer con la intención de ultrajar su pudor), 342 (confinamiento ilícito), 323 (causar voluntariamente lesiones) y 114 (encubridor presente cuando se comete el delito) del IPC.

### Pruebas de acceso al desguace 2018
JU se vio envuelto en una controversia el 4 de julio de 2018, cuando el consejo ejecutivo anunció su decisión de desechar las pruebas de acceso para seis asignaturas de humanidades que se encontró con las protestas de la Asociación de Profesores de la Universidad de Jadavpur y los sindicatos de estudiantes junto con otros académicos y estudiantes universitarios debido a las especulaciones de que el ministerio de educación estatal había influido en esta decisión.

### 2023 denuncias de abusos
En agosto de 2023, Swapnadipa Kundu, una estudiante de primer año de 17 años que cursaba una asignatura de honor en bengalí, cayó desde el balcón de la segunda planta del albergue de la Universidad de Jadavpur -ya fuera por suicidio o por asesinato- tras una intensa agresión. La policía de Calcuta detuvo a varios estudiantes y antiguos alumnos sospechosos de estar implicados. El incidente causó un profundo impacto en la opinión pública y provocó protestas. La atención de los medios de comunicación se centró también en la necesidad de reforzar las medidas de seguridad dentro de la universidad, sugerencia a la que se opusieron con vehemencia ciertos sectores de los círculos políticos de la Universidad de Jadavpur. La ministra principal, Mamata Banerjee, ordenó al Comité de Educación Superior de Bengala Occidental que formara un equipo para investigar el incidente. Como el estudiante era menor de edad, la Comisión de Bengala Occidental para la Protección de los Derechos del Niño (WBCPCR) también se hizo cargo del incidente. Durante la investigación, los estudiantes de la Universidad de Jadavpur protestaron contra este tipo de prácticas. Círculos políticos como FAS, DSF y WTI se han opuesto y han organizado protestas contra medidas correctoras, como la instalación de cámaras de CCTV en el campus.